# کیرستن وارن
کیرستن وارن (انگلیسی: Kiersten Warren؛ زادهٔ ۴ نوامبر ۱۹۶۵) هنرپیشه اهل ایالات متحده آمریکا است.

## گزیدهٔ آثار

### سینما
- روز استقلال (۱۹۹۶)
- چپاندن قوطی‌حلبی (۱۹۹۹)
- مرد دویست ساله (۱۹۹۹)
- دوئت (۲۰۰۰)
- ظلم تحمل‌ناپذیر (۲۰۰۳)
- هوت (۲۰۰۶)
- رفتن از ۱۳ به ۳۰ (۲۰۰۴)
- فضانورد کشاورز (۲۰۰۶)
- آن را روشن کنید (۲۰۰۶)

### تلویزیون
- سی‌اس‌آی (۲۰۱۳)
- سی‌اس‌آی: میامی (۲۰۱۱)
- فرینج (۲۰۰۹)
- کدبانوهای وامانده (۲۰۰۶)
- بال غربی (۲۰۰۳)